# Abraão e os Três Moços
Abraão e os Três Moços é um fresco da autoria de Rafael que se encontra no Museu do Vaticano.